# 司庄村
司庄村是河南省周口市沈丘县邢庄镇下辖的行政村，城乡分类代码为220，为村庄。区划代码为411624113208，邮政编码为466000，长途电话区号为0394 ，车牌号码为豫P。

## 地理位置
司庄村与邢庄村、秦庄寨村、段庄村、大宋庄村、后王庄村、清凉寺村、后李庄村、赵闫庄村、东赵楼村、普楼村、南赵庄村、西李庄村、东程庄村、陈埠口村、西赵楼村、八里湾村、李营村、赵老家村、沙岭村、小李庄村相邻。

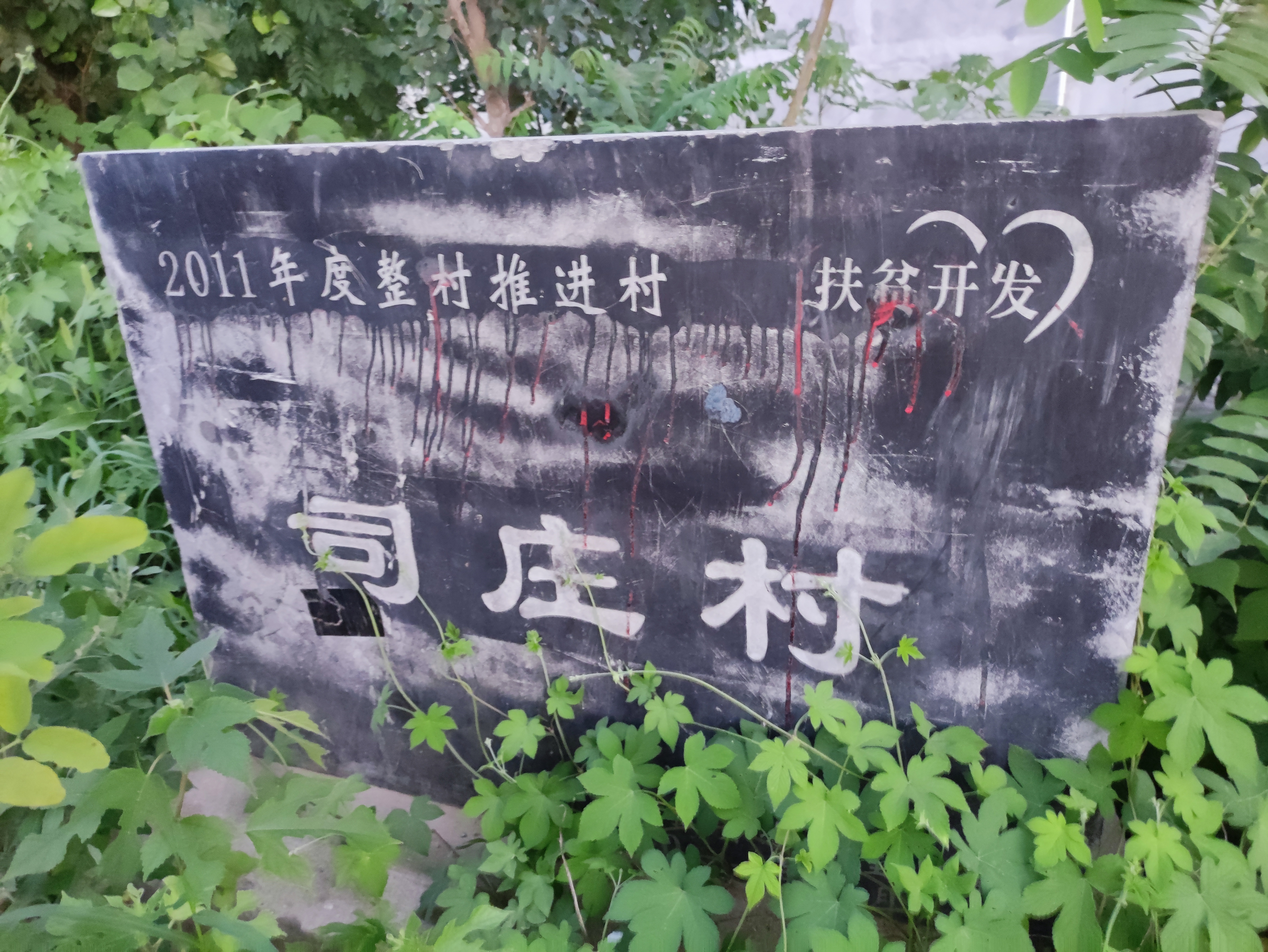
邢庄镇司庄村老村牌